# ウッデバラ市
ウッデバラ市またはウッデヴァッラ市(スウェーデン語: Uddevalla、古いノルウェー語: Oddevold)は、スウェーデン、ヴェストラ・イェータランド県にある市。

## 概要
スカゲラク海峡の南東部の湾に位置している。ウッデバラのビーチは貝殻でいっぱいで、ウッデバラには世界最大の貝殻の1 つがある。

### 地名の由来
現在の名前は、元のノルウェー語の「Oddevald」に由来し、後に「Oddevold」になった。

## 歴史
- 古来から交易が盛んに行われる地域だったと考えられており、1498年、ノルウェーに属しながら街の特権を獲得し成立した。

しかし、スウェーデンやデンマークにも近いため、しばしば戦いのの戦火に巻き込まれていた。
- 1612年、ジェスパーマットソンクルス率いるスウェーデン軍によって焼失
- 1644年、スウェーデンの司令官ハラルド ステークによって再び焼失しました。
- 1658年、ロスキレ条約でスウェーデンに割譲。しかし翌年にノルウェー人が町を奪還。
- 1660年にコペンハーゲンの平和条約で再びスウェーデンに割譲。

その後、ノルウェーはウッデバラとガレベルクの近くの要塞を1788年まで繰り返し併合。
18世紀から19世紀にかけて、ウッデバラの主な収入源は漁業でニシン漁が盛んだった。
しかし、何度か大火災に見舞われた。最も壊滅的な火災は1806年で、町全体が全焼した。手付かずのまま残された家はわずか4軒で、4,000人が住む所を無くすこととなった。
19世紀、ウッデバラは不況から抜け出すのに困難を極める。主に1806年の大火災の余波、ニシン漁の減少、トロルヘッテ運河（イェータ運河）の開通による人口流出などにより、貧困とアルコール依存症が蔓延。
そのため、1870年から1880年にかけて、ウッデバラは新しい産業を呼び込み始めた。その発展の多くはスコットランドの実業家ウィリアム・ソーバーンによる功績が大きい。彼は町の美しさに驚嘆し、1822年に妻のジェシー・マクフィーと共にウッデバラに定住したと言われている。主に繊維会社と新しい鉄道、ボーフス線の整備などを行い、街の経済回復に貢献した。
ウッデバラの歴史における著名な人物は、新聞社で進歩的なリベラルな政治家であるトゥーレ・マルムグレンなどを選出。
1958 FIFAワールドカップの期間中、ウッデバラはスウェーデンの開催12都市の1つで、リムネルスバレンスタジアムで試合が行われた。
1980年代にスウェーデンの造船所が危機に陥り、ウッデバラヴァルヴェットが閉鎖された後、ウッデバラの街は衰退し、再び経済的な困難が訪れる。
21世紀、街の経済は少しずつ復興し、人口は再び増加へと転じている。

## 対外関係

### 姉妹都市・提携都市
- ユフヴィ（エストニア共和国 イダ＝ヴィル県）
- ロイマー（フィンランド 西スオミ州 南西スオミ県）
- モスフェットルスバイル（アイスランド共和国 大レイキャヴィーク地方）
- ノース・エアシャー（イギリス連合王国 スコットランド王国）
- 岡崎市（日本国 中部地方 愛知県）
- シーエン（ノルウェー王国 テレマルク県）
- システッド（デンマーク王国 北ユラン地域）

## 経済
18世紀から19世紀にかけて、ウッデバラの主な収入源はニシン漁だった。
ウッデバラには大きな港があり、かつては1960年代にブーヒュースレーン地方で最大の雇用者であったウッデバラヴァルヴェット (「ウッデバラ埠頭」)という大きな造船所があった。しかし、1970年代の景気後退はスウェーデンの造船業界に深刻な影響を与え、1985年には埠頭は閉鎖されてしまい、街は経済的に衰退する。

## 観光

### 名所・旧跡
- トゥレボルグ城（英語版）